# بیل کوک (اسکی‌باز)
بیل کوک (انگلیسی: Bill Koch; ۷ ژوئن ۱۹۵۵) اسکی‌باز صحرانوردی اهل ایالات متحده آمریکا بود.